# ドゥジーノ・サン・ミケーレ
ドゥジーノ・サン・ミケーレ（伊: Dusino San Michele）は、イタリア共和国ピエモンテ州アスティ県にある、人口約1,100人の基礎自治体（コムーネ）。

## 地理

### 位置・広がり

#### 隣接コムーネ
隣接するコムーネは以下の通り。
- カンタラーナ
- サン・パオロ・ソルブリート
- ヴァルフェネーラ
- ヴィッラフランカ・ダスティ
- ヴィッラノーヴァ・ダスティ

#### 地震分類
イタリアの地震リスク階級 (it) では、4 に分類される
。